# Elfriede Rinkel
Elfriede Lina Rinkel, geborene Huth (* 14. Juli 1922 in Leipzig; † Juli 2018 in Willich) war eine deutsche Aufseherin eines Konzentrationslagers während der nationalsozialistischen Diktatur. Sie soll von Juni 1944 bis Mai 1945 im KZ Ravensbrück mit einem Schäferhund Häftlinge bewacht haben.

## Leben
Nachdem Rinkel in den 1950ern in die Vereinigten Staaten gezogen war, lernte sie dort ihren späteren Ehemann Fred Rinkel kennen, der im Januar 2004 verstarb. Fred Rinkel war ein aus Deutschland geflohener Jude. Es wird vermutet, dass er nie von der Vorgeschichte seiner Frau erfahren hat, die angab, später neben ihm beerdigt werden zu wollen.
Am 4. Oktober 2004 wurde Elfriede Rinkel vom Office of Special Investigations besucht, einer Organisation, die nationalsozialistische Verbrecher und Verbrecherinnen verfolgt. Rinkel gestand, im Konzentrationslager Ravensbrück gearbeitet zu haben. Dort habe sie sich freiwillig als Hundeführerin gemeldet, da diese Tätigkeit besser bezahlt gewesen sei als die gewöhnliche Arbeit der Aufseherinnen. Sie behauptete, sich immer korrekt verhalten zu haben.
Insa Eschebach, eine Historikerin und Direktorin der Gedenkstätte des KZ Ravensbrück, hält dies für eine Schutzbehauptung. Hunde dienten in den Konzentrationslagern als Waffe, die rücksichtslos eingesetzt werden konnten. Einige Aufseherinnen ließen die Tiere auf Gefangene los, denen sie, mit manchmal tödlicher Folge, schwere Bissverletzungen am ganzen Körper zufügten.
Da andere Verbrechen verjährt sind, prüfte die Zentralstelle der Landesjustizverwaltungen zur Aufklärung nationalsozialistischer Verbrechen in Ludwigsburg nur, ob sich bei Elfriede Rinkel Mord oder Beihilfe zum Mord nachweisen lässt. Falls dies hätte nachgewiesen werden können, hätte ihr eine lebenslange Freiheitsstrafe gedroht. Auch das Simon-Wiesenthal-Zentrum in Jerusalem pochte auf ein Gerichtsverfahren. Laut dem Leiter der Ludwigsburger Zentralstelle Kurt Schrimm wurden ihre Akten an die Staatsanwaltschaft Köln weitergegeben. Aufgrund des fehlenden Anfangsverdachts wurde das Verfahren eingestellt.
Die Vereinigten Staaten einigten sich mit Rinkel darauf, dass sie für immer die Vereinigten Staaten verlässt und ihre Green Card zurückgibt. Dafür sahen die Vereinigten Staaten von einer weiteren Verfolgung ab. Elfriede Rinkel reiste nach Deutschland zurück. Erst nach ihrer Abreise informierten die Behörden der Vereinigten Staaten die deutschen Behörden. Nachdem sie einige Zeit auf einem Bauernhof im Rheinland bei Verwandten verbracht hatte, zog Rinkel in ein Altenheim in Willich, wo sie im Juli 2018 starb.